# FIBA AmeriCup
FIBA AmeriCup (antes Campeonato FIBA Américas o Torneo de las Américas) es el campeonato de baloncesto organizado por FIBA Américas, representante en el continente americano de la Federación Internacional de Baloncesto (FIBA) en el que compiten selecciones nacionales de baloncesto de Sudamérica, Centroamérica y Norteamérica. Luego del Baloncesto en los Juegos Olímpicos y la Copa Mundial de Baloncesto, es el  torneo  de más importancia para los equipos nacionales del continente americano, y es el torneo de mayor relevancia que se juega dentro del continente. 
Se disputa desde 1980 y actualmente se celebra cada cuatro años. Hasta la edición de 2015, el torneo sirvió para decidir las selecciones nacionales que, representando al continente americano, participaban en la siguiente edición de la Copa Mundial de Baloncesto y los Juegos Olímpicos. Por esta diferencia en los objetivos, se los solía denominar informalmente como «premundial» y «preolímpico». Además, el Campeonato FIBA Américas sirvió también a los equipos del continente americano como medio de clasificación al FIBA Diamond Ball (mientras este se jugó entre 2000 y 2008), el cual nucleaba a todos los campeones continentales al estilo de una Copa Confederaciones.
A partir de 2017, el torneo (como todos los otros campeonatos continentales) se juega cada 4 años. De esta manera, con la nueva reglamentación, los campeonatos continentales ya no son clasificatorios ni a los Juegos Olímpicos ni a los Mundiales.
Originalmente participaban los equipos mejor clasificados en competiciones continentales, para Sudamérica en el Campeonato Sudamericano y para Centroamérica y el Caribe en el Centrobasket, en tanto que Estados Unidos y Canadá eran invitados automáticamente. Desde la edición de 2022, los participantes se definen por medio de ventanas clasificatorias previas al torneo. Existe una competición masculina y una femenina del torneo. Cada una de ellas se celebra durante diez días en una ciudad diferente, y cada edición en un país distinto.

## Historial
| 1980 | San Juan                                 | Puerto Rico    | Sistema de liga | Canadá         | Argentina            | Sistema de liga | Brasil                         |
| 1984 | São Paulo                                | Brasil         | Sistema de liga | Uruguay        | Canadá               | Sistema de liga | Panamá                         |
| 1988 | Montevideo                               | Brasil         | 101 - 92        | Puerto Rico    | Canadá               | 87 - 70         | Uruguay                        |
| 1989 | Ciudad de México                         | Puerto Rico    | 88 - 80         | Estados Unidos | Brasil               | 158 - 124       | Venezuela                      |
| 1992 | Portland                                 | Estados Unidos | 127 - 80        | Venezuela      | Brasil               | 93 - 91         | Puerto Rico                    |
| 1993 | San Juan                                 | Estados Unidos | 109 - 95        | Puerto Rico    | Argentina            | 98 - 91         | Brasil                         |
| 1995 | Neuquén y San Miguel de Tucumán          | Puerto Rico    | 87 - 86         | Argentina      | Brasil               | 97 - 77         | Canadá                         |
| 1997 | Montevideo                               | Estados Unidos | 95 - 86         | Puerto Rico    | Brasil               | 76 - 75         | Argentina                      |
| 1999 | San Juan                                 | Estados Unidos | 92 - 66         | Canadá         | Argentina            | 103 - 101       | Puerto Rico                    |
| 2001 | Neuquén                                  | Argentina      | 78 - 59         | Brasil         | Canadá               | 102 - 95        | Puerto Rico                    |
| 2003 | San Juan                                 | Estados Unidos | 106 - 73        | Argentina      | Puerto Rico          | 79 - 66         | Canadá                         |
| 2005 | Santo Domingo                            | Brasil         | 100 - 88        | Argentina      | Venezuela            | 93 - 83         | Estados Unidos                 |
| 2007 | Las Vegas                                | Estados Unidos | 118 - 81        | Argentina      | Puerto Rico          | 111 - 107       | Brasil                         |
| 2009 | San Juan                                 | Brasil         | 61 - 60         | Puerto Rico    | Argentina            | 88 - 73         | Canadá                         |
| 2011 | Mar del Plata                            | Argentina      | 80 - 75         | Brasil         | República Dominicana | 103 - 89        | Puerto Rico                    |
| 2013 | Caracas                                  | México         | 91 - 89         | Puerto Rico    | Argentina            | 103 - 93        | República Dominicana           |
| 2015 | Ciudad de México                         | Venezuela      | 76 - 71         | Argentina      | Canadá               | 87 - 86         | México                         |
| 2017 | Bahía Blanca Córdoba Medellín Montevideo | Estados Unidos | 81 - 76         | Argentina      | México               | 79 - 65         | Islas Vírgenes Estadounidenses |
| 2022 | Recife                                   | Argentina      | 75 - 73         | Brasil         | Estados Unidos       | 84 - 80         | Canadá                         |
| 2025 | Managua                                  |                |                 |                |                      |                 |                                |

## Medallero
Actualizado hasta 2022.
| Pos. | Selección            |   |   |   | Total |
| ---- | -------------------- | - | - | - | ----- |
| 1    | Estados Unidos       | 7 | 1 | 1 | 9     |
| 2    | Brasil               | 4 | 3 | 4 | 11    |
| 3    | Argentina            | 3 | 6 | 5 | 14    |
| 4    | Puerto Rico          | 3 | 5 | 2 | 10    |
| 5    | Venezuela            | 1 | 1 | 1 | 3     |
| 6    | México               | 1 | 0 | 1 | 2     |
| 7    | Canadá               | 0 | 2 | 4 | 6     |
| 8    | Uruguay              | 0 | 1 | 0 | 1     |
| 9    | República Dominicana | 0 | 0 | 1 | 1     |

## Detalles de participación
| Equipo                         | 1980 | 1984 | 1988 | 1989 | 1992 | 1993 | 1995 | 1997 | 1999 | 2001 | 2003 | 2005 | 2007 | 2009 | 2011 | 2013 | 2015 | 2017 | 2022 | 2025 | Total |
| Argentina                      | 3.º  | 7.º  | 5.º  | 8.º  | 5.º  | 3.º  | 2.º  | 4.º  | 3.º  | 1.º  | 2º   | 2º   | 2.º  | 3.º  | 1.º  | 3.º  | 2.º  | 2.º  | 1.º  |      | 19    |
| Bahamas                        | -    | -    | -    | -    | -    | -    | 8.º  | -    | -    | -    | -    | -    | -    | -    | -    | -    | -    | -    | -    |      | 1     |
| Barbados                       | -    | -    | -    | -    | -    | -    | 10.º | -    | -    | -    | -    | -    | -    | -    | -    | -    | -    | -    | -    | -    | 1     |
| Brasil                         | 4.º  | 1.º  | 1.º  | 3.º  | 3.º  | 4.º  | 3.º  | 3.º  | 6.º  | 2.º  | 7.º  | 1.º  | 4.º  | 1.º  | 2.º  | 9.º  | 9.º  | 10.º | 2.º  |      | 19    |
| Canadá                         | 2º   | 3.º  | 3.º  | 5.º  | 6.º  | 7.º  | 4.º  | 5.º  | 2.º  | 3.º  | 4.º  | 9.º  | 5.º  | 4.º  | 6.º  | 6.º  | 3.º  | 8.º  | 4.º  |      | 19    |
| Colombia                       | -    | -    | -    | -    | -    | -    | -    | -    | -    | -    | -    | -    | -    | -    | -    | -    | -    | 11.º | 9.º  |      | 2     |
| Cuba                           | 6.º  | 8.º  | -    | 7.º  | 8.º  | 5.º  | 5.º  | 6.º  | 10.º | -    | -    | -    | -    | -    | 10.º | -    | 10.º | -    | -    | -    | 10    |
| Ecuador                        | -    | -    | -    | 12.º | -    | -    | -    | -    | -    | -    | -    | -    | -    | -    | -    | -    | -    | -    | -    | -    | 1     |
| Estados Unidos                 | -    | -    | -    | 2.º  | 1.º  | 1.º  | -    | 1.º  | 1.º  | 10.º | 1.º  | 4.º  | 1.º  | -    | -    | -    | -    | 1.º  | 3.º  |      | 11    |
| Islas Vírgenes Estadounidenses | -    | -    | -    | -    | -    | -    | -    | -    | -    | 7.º  | 10.º | -    | 10.º | 10.º | -    | -    | -    | 4.º  | 12.º | -    | 6     |
| Jamaica                        | -    | -    | -    | -    | -    | -    | -    | -    | -    | -    | -    | -    | -    | -    | -    | 8º   | -    | -    | -    | -    | 1     |
| México                         | 5.º  | 5.º  | 6.º  | 9º   | 9.º  | -    | -    | 10.º | -    | 9.º  | 6.º  | 10.º | 7.º  | 7.º  | -    | 1.º  | 4.º  | 3.º  | 5.º  | -    | 15    |
| Nicaragua                      | -    | -    | -    | -    | -    | -    | -    | -    | -    | -    | -    | -    | -    | -    | -    | -    | -    | -    | -    | C    | 1     |
| Panamá                         | -    | 4.º  | -    | 11.º | 7.º  | 8.º  | -    | -    | 9.º  | 6.º  | -    | 5.º  | 9.º  | 8.º  | 8.º  | -    | 7.º  | 12.º | 11.º |      | 13    |
| Paraguay                       | -    | -    | -    | 10º  | -    | -    | -    | -    | -    | -    | -    | -    | -    | -    | 9º   | 10º  | -    | -    | -    | -    | 3     |
| Puerto Rico                    | 1.º  | 6º   | 2º   | 1.º  | 4º   | 2º   | 1.º  | 2º   | 4º   | 4º   | 3º   | 7º   | 3º   | 2º   | 4º   | 2º   | 5º   | 5º   | 6º   |      | 19    |
| República Dominicana           | -    | 9º   | -    | 6º   | -    | 9.º  | 7.º  | 9.º  | 7.º  | -    | 8.º  | 6.º  | -    | 5.º  | 3.º  | 4.º  | 6.º  | 7.º  | 8.º  |      | 14    |
| Uruguay                        | 7º   | 2.º  | 4.º  | -    | 10.º | 10.º | 6.º  | 8.º  | 8.º  | 8.º  | 9.º  | 8.º  | 6.º  | 6.º  | 7.º  | 7.º  | 8.º  | 6.º  | 10.º |      | 18    |
| Venezuela                      | -    | -    | 7.º  | 4.º  | 2.º  | 6.º  | 9.º  | 7.º  | 5.º  | 5.º  | 5.º  | 3.º  | 8.º  | 9.º  | 5.º  | 5.º  | 1°   | 9.º  | 7.º  |      | 17    |

## Jugador más valioso

### Por edición
| Año  | Jugador Más Valioso |
| ---- | ------------------- |
| 1999 | Steve Nash          |
| 2001 | Emanuel Ginóbili    |
| 2003 | Steve Nash          |
| 2005 | Marcelinho Machado  |
| 2007 | Luis Scola          |
| 2009 | Luis Scola          |
| 2011 | Luis Scola          |
| 2013 | Gustavo Ayón        |
| 2015 | Luis Scola          |
| 2017 | Jameel Warney       |
| 2022 | Gabriel Deck        |